# Gérard Pelletier (journaliste)
Pour les articles homonymes, voir Gérard Pelletier et Pelletier (homonymie).
Gérard Pelletier (né le 21 juin 1919 à Victoriaville, mort le 22 juin 1997  à Montréal) est un journaliste, homme politique et diplomate canadien. Il a été député d'Hochelaga à la Chambre des communes du Canada de 1965 à 1975 et ministre de 1968 à 1975.

## Biographie

### Jeunesse

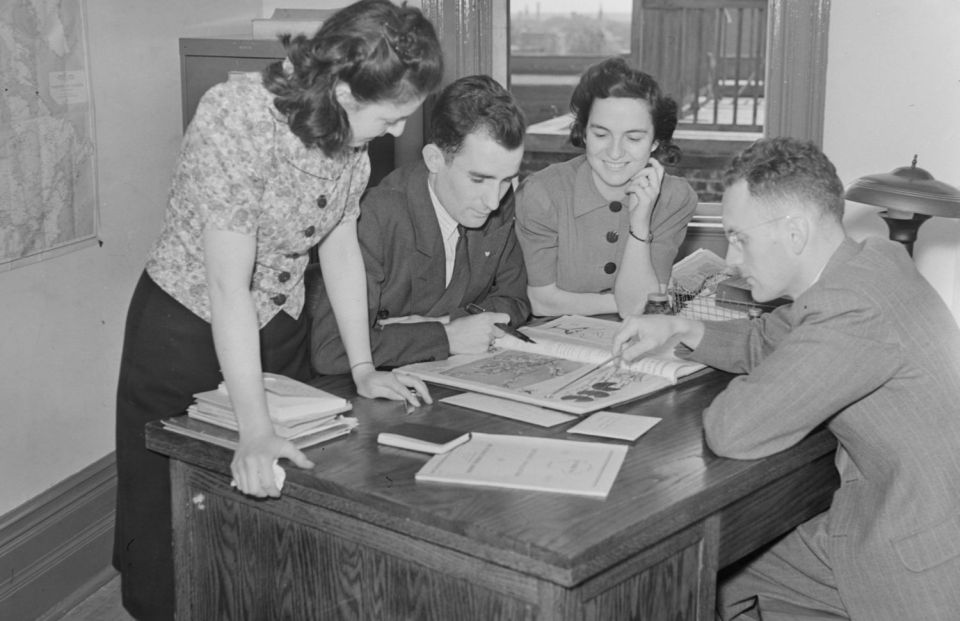
Gérard Pelletier (deuxième à partir de la gauche) en 1941, au siège social de la Jeunesse étudiante catholique.

Gérard Pelletier est le plus jeune de dix enfants d'Achille Pelletier et de Léda Dufresne. Il étudie au Séminaire de Nicolet, au collège de Mont-Laurier et à l'université de Montréal (B.A.). De 1939 à 1945, il milite à la  Jeunesse étudiante catholique (JÉC), dont il est le secrétaire général et, en 1940-1941, le président. Il épouse Alexandrine (dite Alec) Leduc le 27 février 1943. Le couple aura quatre enfants (Anne-Marie, Louise, Jean et Andrée). En 1946, il est secrétaire du Fonds mondial de secours (World Student Relief) aux étudiants victimes de la guerre, à Genève.

### Journalisme
De 1947 à 1950, il est journaliste au quotidien montréalais Le Devoir. Au cours de la même période, il est chroniqueur et scénariste pour Radio-Canada, la Canadian Broadcasting Corporation et l'Office national du film. En 1950, il devient directeur de la publication Le Travail, organe de la Confédération des travailleurs catholiques du Canada. En 1950, il participe à la fondation de la revue Cité libre, dont il est rédacteur en chef. De juin 1961 à 1965, il est le rédacteur en chef du quotidien montréalais La Presse, mais il est congédié en mars 1965. Il est ensuite éditorialiste pigiste pour d'autres journaux, dont Le Devoir, The Toronto Telegram, The Montreal Star, Ottawa Citizen et Brandon Sun.

### Politique
Lors de l'élection fédérale canadienne du 11 novembre 1965, il est candidat du Parti libéral du Canada dans la circonscription électorale d'Hochelaga et est élu député à la Chambre des Communes du Canada, obtenant 47,76 % des votes, devant le candidat du Nouveau Parti démocratique, qui obtient 19,62 % des votes. Gérard Pelletier est alors l'une des «trois colombes» de l'équipe du Premier ministre Lester B. Pearson, avec Pierre Elliott Trudeau et Jean Marchand. Le 20 avril 1968, Pierre Elliott Trudeau succède à Lester B. Pearson comme Premier ministre du Canada et le même jour il nomme Gérard Pelletier ministre sans portefeuille dans son premier gouvernement, poste que Pelletier occupera jusqu'au 5 juillet 1968. Gérard Pelletier est réélu député d'Hochelaga lors de l'élection générale du 25 juin 1968, avec 55,14 % des votes, devant le candidat du Parti progressiste-conservateur (26,11 %). Du 6 juillet 1968 au 26 novembre 1972, il est Secrétaire d'État du Canada. Du 11 mai 1971 au 11 août 1971, il est ministre des Communications par intérim. Il est réélu député d'Hochelaga lors de l'élection générale du 30 octobre 1972, avec 44,34 % des votes, devant le candidat du Parti progressiste-conservateur (24,47 %). Du 27 novembre 1972 au 28 août 1975, il est ministre des communications. Il est réélu député d'Hochelaga lors de l'élection générale du 8 juillet 1974, avec 49,86 % des votes, devant le candidat du Parti progressiste-conservateur (30,38 %). Il démissionne comme député et comme ministre le 28 août 1975 pour être nommé ambassadeur en France.

### Carrière diplomatique
Le 29 août 1975, il est nommé ambassadeur du Canada en France, poste qu'il occupe jusqu'en 1981. De 1981 à 1984, il est ambassadeur du Canada aux Nations unies.
Après sa carrière diplomatique, il continue de participer notamment au Conseil des relations internationales de Montréal, au Centre d'études et de coopération internationale et à des organisations non gouvernementales dans le commerce et le développement international. Il a aussi enseigné dans des universités.

## Publications
Gérard Pelletier est l'auteur de plusieurs livres, articles et autres publications. Une liste partielle se trouve sur le site du Parlement du Canada.

## Archives
Il y a un fonds Gérard Pelletier à Bibliothèque et Archives Canada. Il y a aussi un fonds Alec Pelletier. Alec (née Alexandrine Leduc) est l'épouse de Gérard Pelletier. Le fonds d'archives d'Alec Pelletier complète les informations sur le couple et leurs activités communes au sein du mouvement de la Jeunesse étudiante catholique (JEC).

## Titre honorifique
- 1978 : Compagnon de l'Ordre du Canada (C.C.)[10]